# Fonemische neutralisatie
Fonetische neutralisatie of fonemische neutralisatie is het verschijnsel dat een foneem onder invloed van bepaalde fonologische contexten op een zodanige manier verandert dat het hetzelfde gaat klinken als een ander foneem in dezelfde taal. Hierdoor kan dubbelzinnigheid ontstaan. In feite betreft het hier het een vorm van allofonie die eventueel kan leiden tot  homofonie, in plaats van tot het tegengestelde, het ontstaan van nieuwe klanken. 
Het tegenovergestelde van fonemische neutralisatie is fonemische differentiatie.
Voorbeelden van fonemische neutralisatie zijn:
- in sommige Zuid-Italiaanse dialecten: de regressieve assimilatie aan het begin van woorden van stemloze plosieven: terra → [la derra], parte → [di barte], karne → [di garne].

- in de geschiedenis van het Spaans en Catalaans: de fortitie van bilabiale fricatieven aan het begin van woorden en tussen twee klinkers. Deze klanken zijn hierdoor hetzelfde gaan klinken als de bilabiale plosieven, hoewel ze nog steeds in vele gevallen anders worden geschreven. Zo klinkt de geschreven vorm vaya bijvoorbeeld als [baja], .